# Arthur Koestler
Arthur Koestler (Budapest, 5 de septiembre de 1905-Londres, 1 de marzo de 1983), registrado al nacer como Artúr Kösztler, fue un novelista, ensayista, historiador, periodista, activista político y filósofo social húngaro de origen judío nacionalizado británico (momento éste en que cambió su nombre).

## Biografía

### Años de formación y primeras experiencias
Vivió intensamente la revolución dirigida por el líder comunista húngaro Béla Kun, sintiéndose Koestler un "comunista romántico". Tras la caída de la "Comuna húngara", escapó de Hungría con su madre y se instaló en Viena. En septiembre de 1922 Arthur se matriculó en la Universidad Politécnica de Viena para estudiar ingeniería, uniéndose a una fraternidad estudiantil sionista. En marzo de 1926 escribió una carta a sus padres diciéndoles que se iba a Palestina por un año para trabajar como asistente de ingeniería en una fábrica, con el propósito de ganar experiencia que le ayudaría a encontrar un trabajo en Austria. El 1 de abril de 1926 dejó Viena para Palestina.

### 1926-1931 Viajes a Palestina, París, Berlín y vuelo polar
Durante unas semanas Koestler vivió en un kibutz, pero su solicitud para unirse al colectivo (Kvutzat Heftziba) fue rechazada por sus miembros. Durante los siguientes doce meses se mantuvo con trabajos insignificantes en Haifa, Tel Aviv y Jerusalén. Con frecuencia sin dinero y muerto de hambre, a menudo dependía de amigos y conocidos para sobrevivir. Ocasionalmente escribía o editaba hojas de periódicos y otras publicaciones, la mayoría en alemán. En la primavera de 1927 abandonó brevemente Palestina para dirigir la Secretaría del Partido Revisionista de Ze'ev Jabotinsky en Berlín.
Más tarde ese mismo año, a través de un amigo, Koestler obtuvo el puesto de corresponsal de Oriente Medio para el prestigioso grupo de periódicos Ullstein-Verlag, con sede en Berlín. Regresó a Jerusalén, donde durante los dos años siguientes produjo ensayos políticos detallados, así como algunos reportajes más ligeros, para su principal empleador y para otros periódicos. Viajó extensamente, entrevistó jefes de Estado, reyes, presidentes y primeros ministros, y realzó grandemente su reputación como periodista.
En junio de 1929, mientras estaba de licencia en Berlín, Koestler negoció con éxito en Ullstein para una transferencia lejos de Palestina. En septiembre fue enviado a París para ocupar una vacante en la oficina del Servicio de Noticias de Ullstein. Un año más tarde, en 1931, fue llamado a Berlín y nombrado editor científico del Vossische Zeitung y asesor científico del imperio de Ullstein. Ese mismo año fue la elección de Ullstein para representar al periódico a bordo del vuelo polar del Graf Zeppelin, que llevó a un equipo de científicos y al aviador polar Lincoln Ellsworth a 82 grados Norte (y no al Polo Norte). Koestler fue el único periodista a bordo: sus transmisiones inalámbricas en vivo, sus artículos posteriores y sus conferencias en toda Europa, le hicieron aún más célebre. Después fue nombrado redactor jefe asistente del Berliner Zeitung am Mittag que era una publicación de masas.
En 1931 Koestler, alentado por Eva Striker, e impresionado por lo que él creía ser los logros de la Unión Soviética, se convirtió en partidario del marxismo-leninismo, y el 31 de diciembre de 1931 solicitó ser miembro del Partido Comunista de Alemania.

### Los años 30
Koestler escribió un libro sobre el Plan Quinquenal soviético, pero no contó con la aprobación de las autoridades soviéticas y nunca fue publicado en ruso. Solo la versión alemana, fuertemente censurada, fue publicada en una edición para ciudadanos soviéticos de habla alemana.
En 1932 Koestler viajó a Turkmenistán y Asia Central y tras conocer el régimen de Stalin en septiembre de 1933 regresó a París y durante los dos años siguientes estuvo activo en los movimientos antifascistas, escribiendo propaganda bajo la dirección de Willi Münzenberg, el principal director de propaganda del Comintern en Occidente.
En 1935 Koestler se casó con Dorothy Ascher, una compañera activista comunista, de la que se separaría dos años después, coincidiendo con su viaje a Málaga en 1937 con la fotógrafa noruega Gerda Grepp.
En el verano de 1936, nada más empezar la guerra civil española, realizó una visita a la sede del general Queipo de Llano en Sevilla, por encargo del Komitern, fingiendo ser un simpatizante de Franco y usando para ello las credenciales del diario de Londres News Chronicle. Recogió pruebas de la participación directa de la Italia fascista y la Alemania nazi en el bando de Franco, que en ese momento los sublevados todavía estaban tratando de ocultar. Tuvo que escapar después de ser reconocido y denunciado como comunista por un ex colega alemán. De vuelta en Francia escribió L'Espagne Ensanglantée, que más tarde se incorporó a su libro Spanish Testament.
A finales de 1936 regresó a la España republicana para investigar, nuevamente a instancias del Komitern, sobre la implicación alemana en el golpe militar antes de la guerra. Busca en varias oficinas de Madrid sin éxito, y sale de España por Valencia. A comienzos de 1937 regresa nuevamente como corresponsal de guerra del diario inglés News Chronicle (en realidad para la Agence Espagne, órgano del Komitern apoyado por el gobierno de la II República y dirigido por Willi Mutzenberg), esta vez su destino es Málaga, que está a punto de ser conquistada por el ejército sublevado y viaja junto a la reportera noruega Gerda Grepp. Su misión es describir el grueso de fuerzas italianas que Mussolini ha enviado de apoyo a Franco y que van a estrenarse conquistando Málaga. Visita los frentes y, en el último minuto, decide quedarse para asistir a la caída de Málaga el 8 de febrero de 1937. Al día siguiente es detenido por el capitán Luis Bolín en casa de Sir Peter Chalmers-Mitchell, quien también está a punto de ser apresado. No es cierto lo que siempre se dijo en su biografía, que él no desmintió pero tampoco aseveró, de haber sido condenado a muerte cuando estuvo preso en Sevilla. La verdad material y formal es que fue detenido y como prisionero de guerra desde febrero a mayo de 1937. Un juez militar en la causa que se le había abierto le tomó declaración el 8 de mayo, el mismo día que el general jefe del Ejército del Sur ordenó su entrega para el canje mediante una orden extrajudicial, siendo canjeado días después. Lo que sobre él gravitó fue el riesgo de ser condenado a muerte. Cuando el juez militar, a finales de mayo, dictó auto de procesamiento contra Koestler por auxilio a la rebelión, este ya estaba en territorio británico, con la casi seguridad de la ignorancia de ello por el juez militar, no constando en el procedimiento que el juez indagara en ese momento por qué el procesado ya no estaba en la cárcel. Finalmente fue canjeado por la esposa del aviador del ejército sublevado Carlos Haya, gracias a la mediación del Foreign Office. Como señaló en su autobiografía, su esposa separada, Dorothy Ascher, había contribuido en gran medida a salvar su vida por medio de intensos meses de negociaciones en Gran Bretaña. Cuando llegó a Gran Bretaña después de su liberación, trataron de reanudar su matrimonio, pero la gratitud de Koestler hacia ella demostró ser un fundamento insuficiente para una vida cotidiana juntos. La irregularidad procesal de su excarcelación fue descubierta en 1941 por la Autoridad Judicial Militar de Sevilla indagando qué había pasado con el sujeto, y es cuando judicialmente se vino en conocimiento de la orden del canje y se sobreseyó la causa. El bulo sobre su condena a muerte proviene de la boutade que cometió con él la periodista falangista Nena Belmonte cuando le entrevistó a Koestler preso, y al que —maliciosamente o no— le habló de estar condenado a muerte pero sin asegurarlo del todo, para añadirle a continuación que la magnanimidad de Franco haría que le conmutara seguramente la pena de muerte. Dicha entrevista no se publicó pero en la causa que se instruía contra Koestler se le tomó declaración testifical a la periodista que aportó un texto de su entrevista con Koestler.
Koestler regresó a Francia, donde accedió a escribir una enciclopedia sexual para ganar dinero. Se publicó con gran éxito bajo el título La Enciclopedia del Conocimiento Sexual que escribió bajo los seudónimos de "Drs A. Costler, A. Willy y Otros".
En julio de 1938 Koestler terminó el trabajo en su novela Los gladiadores. Más tarde en ese año renunció al Partido Comunista y comenzó a trabajar en una nueva novela que en 1941 fue publicada en Londres bajo el título de El cero y el infinito. Fue también en 1938 cuando se convirtió en editor de Die Zukunft (El Futuro), un semanario de lengua alemana publicado en París. 
En 1939 Koestler se unió a la escultora británica Daphne Hardy. Vivían juntos en París, y ella tradujo el manuscrito de El cero y el infinito del alemán al inglés a principios de 1940. Ella lo sacó de Francia cuando salieron antes de la ocupación alemana y dispuso su publicación después de llegar a Londres ese año.

### Los años de la Segunda Guerra Mundial, 1939-1945
Después del estallido de la Segunda Guerra Mundial Koestler volvió del sur de Francia a París. Trató de entregarse a las autoridades como extranjero varias veces y finalmente fue detenido el 2 de octubre de 1939. El gobierno francés retuvo a Koestler en el estadio Roland Garros hasta que fue trasladado al campo de concentración de Vernet d'Ariège entre otros "indeseables extranjeros" la mayoría de ellos refugiados. Fue liberado a principios de 1940 en respuesta a la fuerte presión británica. Milicent Bagot, una oficial de inteligencia en el MI5, recomendó su liberación de Camp Vernet, pero dijo que no se le debía otorgar una visa británica. (Ella fue más tarde el modelo de Connie Sachs en las novelas de George Smiley el espía de John Le Carré y fue la primera en advertir que Kim Philby del MI6 probablemente estaba espiando para la URSS). Koestler describe el período de 1939 a 1940 y su encarcelamiento en Le Vernet en su memorial Scum of the Earth.
Poco antes de la invasión alemana de Francia, Koestler se unió a la Legión Extranjera Francesa para salir del país. La abandonó en el norte de África y trató de volver a Inglaterra. Mientras esperaba el paso de un barco que salía de Lisboa, oyó un falso informe de que la nave en la que Hardy viajaba se había hundido y que ella y su manuscrito se habían perdido. Intentó suicidarse, pero sobrevivió.
Al llegar al Reino Unido sin permiso de entrada, Koestler fue encarcelado hasta que se examinara su caso. Todavía estaba en prisión cuando la traducción inglesa de Daphne Hardy de su libro El cero y el infinito fue publicada a principios de 1941.
Inmediatamente después de ser liberado se ofreció voluntariamente para el servicio del ejército. Mientras esperaba su llamada a filas, entre enero y marzo de 1941, escribió Scum of the Earth, el primer libro que escribió en inglés. Durante los siguientes doce meses sirvió en el Pioneer Corps. 
En marzo de 1942 Koestler fue asignado al Ministerio de Información, donde trabajó como guionista para transmisiones de propaganda y películas. En su tiempo libre escribió Arrival and Departure, la tercera en su trilogía de novelas que incluía El cero y el infinito. También escribió varios ensayos, que posteriormente fueron recogidos y publicados en El Yogui y el Comisario. Uno de los ensayos, titulado "Sobre la incapacidad de creer en las atrocidades" (publicado originalmente en el New York Times con el título "On Disbelieving Atrocities"), trataba acerca de las atrocidades nazis contra los judíos.
Daphne Hardy, que había estado haciendo trabajo de guerra en Oxford, se unió a Koestler en Londres en 1943, pero se separaron unos meses más tarde. Permanecieron buenos amigos hasta la muerte de Koestler. 
En diciembre de 1944 Koestler viajó a Palestina con acreditación de The Times. Allí tuvo una reunión clandestina con Menachem Begin, el jefe de la organización paramilitar Irgún, que era buscado por los británicos y tenía una recompensa de 500 libras por su cabeza. Koestler intentó persuadirlo de abandonar los ataques militares y aceptar una solución de dos estados para Palestina, pero fracasó. Muchos años más tarde, Koestler escribió en sus memorias: "Cuando terminó la reunión, me di cuenta de lo ingenuo que había sido de imaginar que mis argumentos tendrían incluso la menor influencia".
Al permanecer en Palestina hasta agosto de 1945, Koestler recopiló material para su próxima novela, Thieves in the Night. Cuando regresó a Inglaterra, Mamaine Paget, a quien había comenzado a ver antes de salir a Palestina, lo estaba esperando.

### Los años de la posguerra 1946-1955
En 1948, cuando estalló la guerra entre el recién declarado Estado de Israel y los estados árabes vecinos, Koestler fue acreditado por varios periódicos, estadounidenses, británicos y franceses, y viajó a Israel. Mamaine Paget fue con él. Llegaron a Israel el 4 de junio y permanecieron allí hasta octubre. Más tarde en ese año decidieron dejar el Reino Unido por un tiempo y trasladarse a Francia. La noticia de que su larga solicitud de nacionalidad británica había sido concedida le llegó en Francia a finales de diciembre y a principios de 1949 regresó a Londres para prestar juramento de lealtad a la Corona británica.
En enero de 1949 Koestler y Mamaine se trasladaron a una casa que había comprado en Francia, donde escribió una contribución a The God That Failed y terminó de trabajar en Promise and Fulfillment. Este último libro recibió críticas tibias en los Estados Unidos y el Reino Unido. Su otro libro publicado en 1949 fue Insight and Outlook. Este libro también recibió comentarios poco entusiastas.
En julio Koestler comenzó a trabajar en Arrow in the Blue, el primer volumen de su autobiografía, y contrató a una nueva secretaria a tiempo parcial, Cynthia Jefferies, que después se convirtió en su tercera esposa. En el otoño comenzó a trabajar en La era del anhelo, en la que continuó trabajando hasta mediados de 1950.
Koestler había llegado a un acuerdo con su primera esposa, Dorothy, sobre un divorcio amistoso, y su matrimonio fue disuelto el 15 de diciembre de 1949. Esto abrió el camino para su matrimonio con Mamaine Paget, que tuvo lugar el 15 de abril de 1950 en el Consulado Británico en París.
En junio Koestler pronunció un importante discurso anticomunista en Berlín bajo los auspicios del Congreso por la Libertad de la Cultura, una organización financiada (aunque él no lo sabía) por la Agencia Central de Inteligencia. En el otoño, fue a los Estados Unidos en una gira de conferencias, durante la cual presionó para obtener el estatus de residente permanente en los EE. UU. A finales de octubre, por impulso, compró Island Farm, una pequeña isla con una casa en el Río Delaware cerca de la New Hope, Pensilvania, con la intención de vivir allí una parte del año. 
En enero de 1951, una versión dramatizada de El cero y el infinito, de Sidney Kingsley, se estrenó en Nueva York. Ganó el New York Drama Critics Award. Koestler donó todos sus derechos de autor de la obra a un fondo que había creado para ayudar a los autores que luchaban, el Fondo para la Libertad Intelectual (FIF). En junio se presentó un proyecto de ley en el Senado de los Estados Unidos para otorgar a Koestler residencia permanente en los Estados Unidos. Koestler envió entradas para la obra a su patrocinador en la casa de representantes Richard Nixon y a su patrocinador del senado Owen Brewster, un hombre de confianza de Joseph McCarthy. El proyecto se convirtió en ley el 23 de agosto de 1951 como Derecho Privado 221 Capítulo 343 "Un acto de apoyo a Arthur Koestler".
En 1951 se publicó la última de las obras políticas de Koestler, The Age of Longing. En ella examinó el paisaje político de la Europa de la posguerra y los problemas que enfrentaba el continente.
En agosto de 1952 su matrimonio con Mamaine se derrumbó. Se separaron, pero permanecieron cerca hasta su muerte repentina e inesperada en junio de 1954. El libro Living with Koestler: Mamaine Koestler's Letters 1945-51, editado por la hermana gemela de Mamaine, Celia Goodman, da una idea de su vida juntos.
En 1952 Koestler decidió permanecer en Gran Bretaña. En mayo de 1953 compró una casa georgiana de tres pisos en la Plaza Montpelier en Londres y vendió sus casas en Francia y Estados Unidos.
Los primeros dos volúmenes de su autobiografía, Arrow in the Blue, que cubre su vida hasta diciembre de 1931, cuando se unió al Partido Comunista Alemán, y The Invisible Writing, que abarca los años 1932 a 1940, fueron publicados en 1952 y 1954, respectivamente. Una colección de ensayos, El rastro del dinosaurio y otros ensayos, sobre los peligros que afronta la civilización occidental sería publicada en 1955.
El 13 de abril de 1955 Janine Graetz, con quien Koestler tenía una relación abierta desde hacía años, dio a luz a su hija Cristina. A pesar de los repetidos intentos de Janine de persuadir a Koestler de mostrar cierto interés por ella, Koestler apenas tuvo contacto con Cristina durante toda su vida. A principios de 1956 arregló para Cynthia tener un aborto ilegal.
La principal actividad política de Koestler durante 1955 fue su campaña para la abolición de la pena capital (que en el Reino Unido era la horca). En julio comenzó a trabajar en Reflections on Hanging.

### Los años del milagro económico, 1956-1975
Aunque Koestler volvió a trabajar en una biografía de Kepler en 1955, que no fue publicada hasta 1959, y en el ínterin adquirió el título Los sonámbulos. El énfasis del libro había cambiado y se había ampliado a "Una historia de la visión cambiante del hombre del universo", que también se convirtió en el subtítulo del libro. Copérnico y Galileo se añadieron a Kepler como los temas principales del libro.
Más tarde, en 1956, como consecuencia del levantamiento húngaro, Koestler se dedicó a organizar reuniones y protestas antisoviéticas.
En mayo de 1958 tuvo una operación de hernia. En diciembre salió para la India y Japón, y estuvo ausente hasta principios de 1959. El libro resultante fue El loto y el robot.
A principios de 1960, en su regreso de una conferencia en San Francisco, Koestler interrumpió su viaje en la Universidad de Míchigan, Ann Arbor, donde se estaba realizando una investigación experimental con alucinógenos. Tomó psilocibina y tuvo un "mal viaje". Más tarde, cuando llegó a Harvard para ver a Timothy Leary, experimentó con más drogas, pero tampoco quedó entusiasmado con esa experiencia.
En noviembre de 1960 fue elegido para una beca de la Royal Society of Literature.
En 1962, junto con su agente, A. D. Peters y el editor de The Observer, David Astor, Koestler establecieron un plan para alentar a los presos a participar en actividades artísticas y recompensar sus esfuerzos. La institución existe hasta hoy y tiene una exposición en Londres cada año.
El libro de Koestler, The Act of Creation, salió en mayo de 1964. En noviembre emprendió una gira de conferencias en varias universidades de California. En 1965 se casó con Cynthia en Nueva York y se trasladó a California, donde participó en una serie de seminarios en la Universidad de Stanford.
Koestler pasó la mayor parte de 1966 y los primeros meses de 1967 trabajando en The Ghost in the Machine. En su artículo "Viaje de regreso al Nirvana", publicado en 1967 en el Sunday Telegraph, Koestler escribió sobre la cultura de la droga y sus propias experiencias con alucinógenos. El artículo también desafió la defensa de las drogas de Aldous Huxley en su obra The Doors of Perception.
En abril de 1968, Koestler recibió el Premio Sonning "por su destacada contribución a la cultura europea". El espíritu de la máquina fue publicado en agosto del mismo año y en el otoño recibió un doctorado honorario de la Queen's University de Kingston, Canadá. En noviembre los Koestlers volaron a Australia para una serie de apariciones de televisión y entrevistas de prensa.
La primera mitad de los años setenta vio la publicación de otros cuatro libros de Koestler: The Case of the Midwife Toad (1971), Las raíces de la coincidencia y Las call girls (1972), y El talón de Aquiles: Ensayos 1968-1973 (1974). En 1972 fue nombrado Comandante de la Orden del Imperio Británico (CBE).
Se interesó por la parapsicología, a la que dedicó sus libros Las raíces del azar y El desafío del azar.

### Últimos años, 1976-1983
A principios de 1976 Koestler fue diagnosticado de la enfermedad de Parkinson. El temblor de su mano hacía progresivamente más difícil la escritura. Recortó viajes en el extranjero y pasó los meses de verano en una casa de campo en Denston, Suffolk, que había comprado en 1971. Ese mismo año vio la publicación de La decimotercera tribu, que presenta su teoría sobre los orígenes jázaros de los judíos ashkenazís europeos.
En 1978 Koestler publicó Janus: A Summing Up. En 1980 se le diagnosticó leucemia linfática crónica. Su libro Bricks to Babel fue publicado ese año. Su último libro, Caleidoscopio, contiene ensayos de Bebedores del Infinito y El Talón de Aquiles: Ensayos 1968-1973, con algunas piezas posteriores, fue publicado en 1981.
Durante los últimos años de su vida, Koestler, Brian Inglis y Tony Bloomfield establecieron la Sociedad KIB (nombrada con las iniciales de sus apellidos) para patrocinar la investigación "fuera de las ortodoxias científicas". Después de su muerte fue renombrada Fundación Koestler.
En su calidad de Vicepresidente de la Sociedad Voluntaria de Eutanasia, más tarde renombrada Exit, Koestler escribió un folleto sobre el suicidio, describiendo el caso a favor y en contra, con una sección que trataba específicamente de la mejor manera de hacerlo. Él y Cynthia se mataron en la tarde del 1 de marzo de 1983 con sobredosis del barbitúrico Tuinal tomado con alcohol. Sus cuerpos fueron descubiertos en la mañana del 3 de marzo, cuando llevaban muertos treinta y seis horas. 
Koestler había declarado más de una vez que tenía miedo, no de estar muerto, sino del proceso de morir. Su suicidio no era inesperado entre sus amigos íntimos. Poco antes de su suicidio, su médico había descubierto una hinchazón en la ingle que indicaba una metástasis del cáncer.

## Influencia
"Es difícil pensar en un solo intelectual importante del siglo XX que no se cruzara con Arthur Koestler o un único movimiento intelectual importante del siglo XX al que Koestler no se uniera o no se opusiera. Desde la educación progresista y el psicoanálisis freudiano al sionismo, el comunismo y el existencialismo, a las drogas psicodélicas, la parapsicología y la eutanasia, Koestler estaba fascinado por todas las modas filosóficas, serias o informales, políticas y apolíticas de su época ".
- Anne Applebaum, The New York Review of Books.
Koestler escribió varias novelas importantes, dos volúmenes de trabajos autobiográficos, dos volúmenes de reportajes, una obra importante sobre la historia de la ciencia, varios volúmenes de ensayos y un considerable cuerpo de otros escritos y artículos sobre temas tan variados como la genética, la eutanasia, el misticismo, neurología, ajedrez, evolución, psicología, lo paranormal y muchos más.
El cero y el infinito fue uno de los libros antisoviéticos más influyentes jamás escritos. Su influencia en Europa sobre los comunistas y simpatizantes e, indirectamente, sobre los resultados de las elecciones en Europa, fue sustancial. Geoffrey Wheatcroft cree que los libros más importantes de Koestler fueron los cinco terminados antes de los 40 años: sus primeras memorias y la trilogía de novelas anti-totalitarias que incluían El cero y el infinito.
Koestler criticó el neodarwinismo en varios de sus libros, pero no se oponía a la teoría de la evolución en términos generales. El profesor de biología Harry Gershenowitz describió a Koestler como un "divulgador" de la ciencia a pesar de que sus opiniones no fueron aceptadas por la "comunidad académica ortodoxa". Según un artículo del Skeptical Inquirer, Koestler era un "defensor de la evolución lamarckiana —y un crítico de la selección natural darwiniana—, así como un creyente en los fenómenos psíquicos paranormales".
Además de sus críticas específicas al neodarwinismo, Koestler se opuso a lo que él consideraba como un reduccionismo científico más peligroso en general, incluyendo la escuela del conductismo en psicología, promovida en particular por B. F. Skinner durante los años treinta. Koestler reunió a un grupo de destacados científicos anti-reduccionistas, entre ellos C. H. Waddington, W. H. Thorpe y Ludwig von Bertalanffy, para una reunión en su retiro en Alpbach en 1968. Este fue uno de los muchos intentos que Koestler hizo para ganar aceptación dentro de la corriente principal de la ciencia. Una estrategia que lo puso en conflicto con algunos científicos como Peter Medawar que se veían defendiendo la integridad de la ciencia contra los intrusos. Aunque nunca obtuvo una credibilidad significativa como científico, Koestler publicó una serie de obras en la frontera entre la ciencia y la filosofía, como Insight and Outlook, The Act of Creation y The Ghost in the Machine.

## Koestler y el judaísmo
Koestler, cuya madre era judía, fue durante su juventud adepto de esta religión, pero posteriormente la rechazó y se declaró ateo. Posteriormente, hizo en algunas de sus obras afirmaciones sobre el judaísmo consideradas por algunos como polémicas.
En La decimotercera tribu anticipó la polémica tesis según la cual los judíos ashkenazíes no descienden de los antiguos judíos sino de los jázaros, un pueblo turco del Cáucaso que se convirtió masivamente al judaísmo en el siglo VIII d. C. y más tarde fue desplazado hacia el oeste, para arraigarse en Rusia, Ucrania y Polonia. Koestler afirmó que parte de su intención al escribir esta obra fue desarmar el antisemitismo, derribando la identificación de los judíos europeos con los hebreos bíblicos, y así quitar todo sentido a la acusación antisemita tradicional de deicidio. En tiempos posteriores, la teoría del origen jázaro fue usada con los fines más variados, incluso para refutar la posición israelí en el debate acerca de los antecedentes históricos de la vinculación de los judíos con Palestina. Algunos sectores antisemitas se adhirieron, paradójicamente, a esta idea.
Koestler apoyaba la existencia del Estado de Israel pero se oponía a la cultura judía de la diáspora. En una entrevista publicada en el London Jewish Chronicle en los tiempos de la creación del Estado israelí, Koestler afirmó que todos los judíos deberían o bien establecerse en Israel o bien asimilarse completamente con sus culturas locales.

## Obras
Arthur Koestler tenía como lenguas maternas el alemán (pues su familia era una familia germano-hablante afincada en Hungría) y el húngaro. Escribió algunas de sus obras en húngaro y otras en alemán, aunque el mayor número de ellas las escribió en inglés, lengua que adoptó tras afincarse en Gran Bretaña.
Entre sus obras destacan:
- Diálogo con la muerte. Testamento español.
- Espartaco: Los gladiadores (1940).
- Oscuridad a mediodía. El cero y el infinito (1941).
- Escoria de la tierra (Scum of the Earth, 1941), publicado en España por Ladera Norte, 2023.
- Llegada y salida (1943).
- Ladrones nocturnos (1946).
- La edad de la insatisfacción (1950).
- Flecha en el azul (1952).
- La escritura invisible (1954).
- Reflexiones sobre la horca (1957).
- Los sonámbulos (1959).
- El espíritu de la máquina (1968).
- Las call girls (1973).
- El talón de Aquiles (1974).
- Las raíces del azar (Editorial Kairós, Barcelona; primera edición: febrero de 1974, segunda edición: octubre de 1994).
- El desafío del azar, de Alister Hardy, Robert Harvie y A. Koestler; Paneuropea de ediciones y publicaciones (1975)
- El Imperio jázaro y su herencia (1976).
- Janus: A Summing Up (1978) (traducido al español: Jano, Debate, 1981).
- Bricks to Babel: Selected Writings with Author's Comments (1980), traducida al español en dos volúmenes: En busca de la utopía (Página Indómita, 2016) y En busca de lo absoluto (Página Indómita, 2018).
- Memorias. Penguin Random House. 2011. ISBN 9788426419132.

## Biografías
- Atkins, J., 1956. Arthur Koestler.
- Buckard, Christian G., 2004. Arthur Koestler: Ein extremes Leben 1905–1983. ISBN 3-406-52177-0.
- Cesarani, David, 1998. Arthur Koestler: The Homeless Mind. ISBN 0-684-86720-6.
- Freire, Jorge, 2017. Arthur Koestler. Nuestro hombre en España. ISBN 978-84-17077-04-4.
- Hamilton, Iain, 1982. Koestler: A Biography. ISBN 0-02-547660-2.
- Koestler, Mamaine, 1985. Living with Koestler: Mamaine Koestler's Letters 1945-51. ISBN 0-297-78531-1 or ISBN 0-312-49029-1.
- Levene, M., 1984. Arthur Koestler. ISBN 0-8044-6412-X
- Mikes, George, 1983. Arthur Koestler: The Story of a Friendship. ISBN 0-233-97612-4.
- Pearson, S. A., 1978. Arthur Koestler. ISBN 0-8057-6699-5.
- Scammell, Michael, 2009. Koestler: The Literary and Political Odyssey of a Twentieth-Century Skeptic ISBN 978-0-394-57630-5. También publicada en el Reino Unido como: Koestler. The Indispensable Intellectual, London: Faber, 2010. ISBN 978-0-571-13853-1

## Filmografía
- Pedro Casablanc ha interpretado a Arthur Koestler en dos películas documentales y, al menos, una lectura dramatizada dirigido siempre por José Antonio Hergueta: el cortometraje Paraíso en llamas (2020, 24'), el largometraje Caleta Palace (2023, 95') y la lectura Noches en el Caleta Palace que tuvo lugar el 26 de mayo de 2023 en Casa Gerald Brenan de Málaga.